# Taunusfilm
Die Taunusfilm GmbH war ein Filmproduktionsunternehmen mit Sitz in Wiesbaden. Bis zum Jahr 2010 war Taunusfilm als Immobilienverwalter tätig und verwaltete den rund 2,7 Hektar großen Medienpark „Unter den Eichen“ im Norden Wiesbadens. Außerdem betrieb das Unternehmen unter dem Namen ABC & Taunusfilm Kopierwerk ein Kopierwerk für Film- und Fernsehproduktionen.

## Geschichte

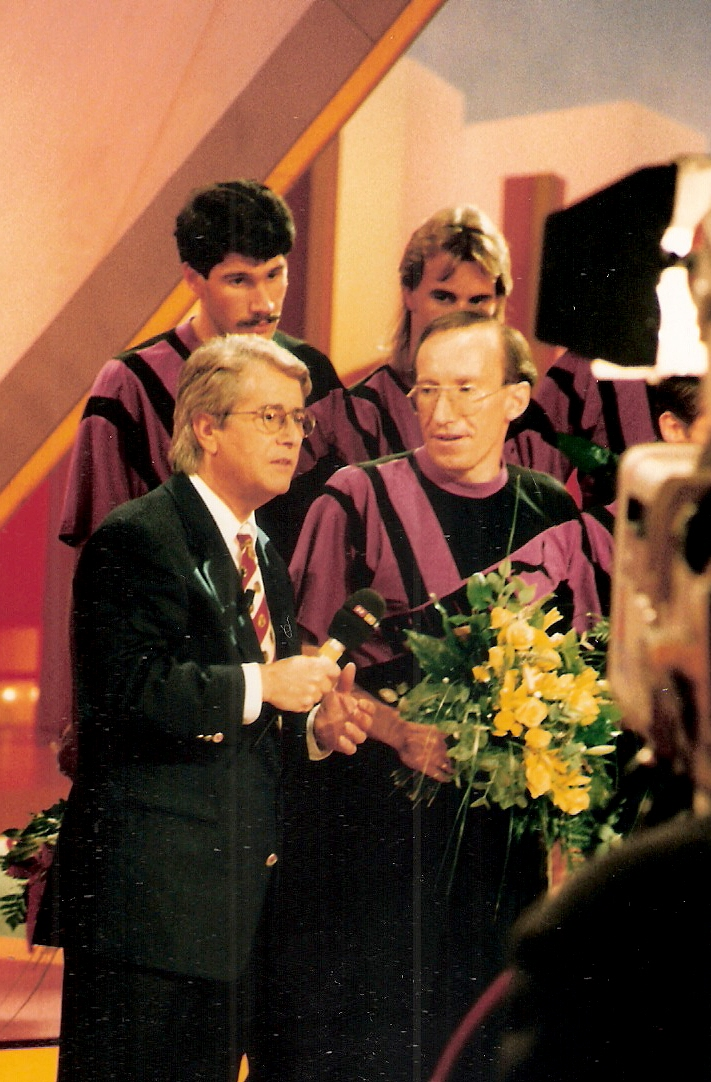
RTL-Show ABER HALLO!: Frank Elstner im Interview mit Franz-Josef Sehr

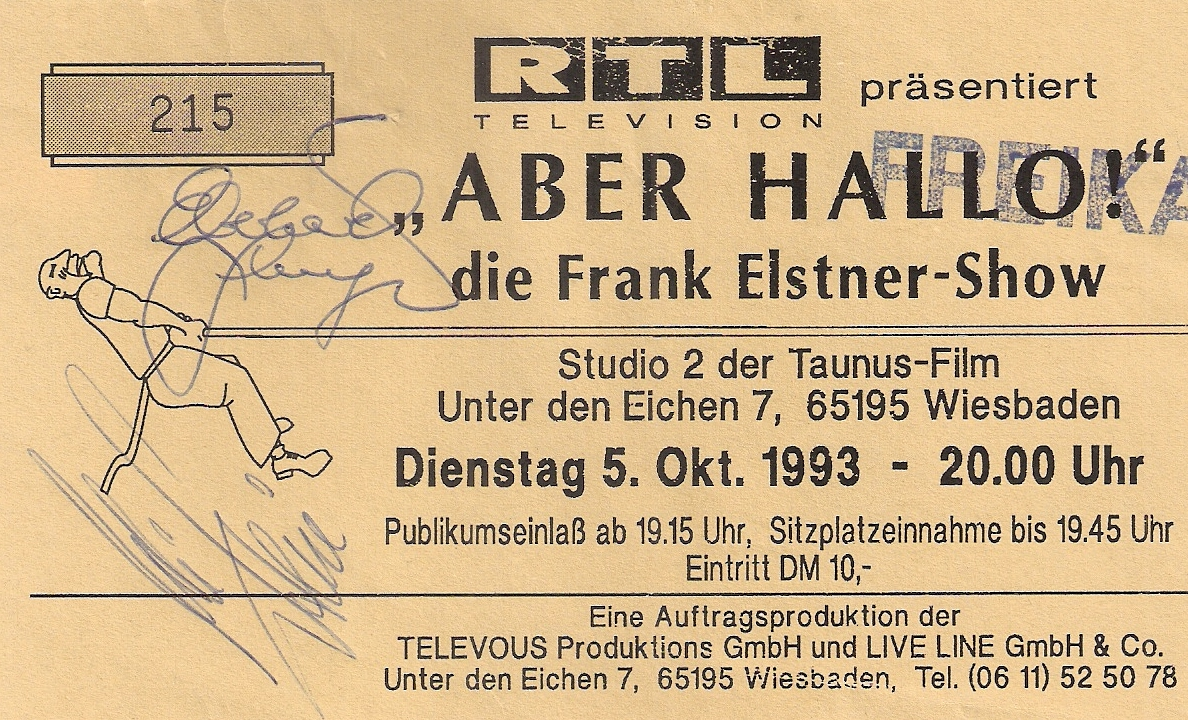
Eintrittskarte für die RTL-Show ABER HALLO! in Wiesbaden

Die Taunusfilm wurde am 2. Mai 1953 im westfälischen Herne gegründet. Zwei Jahre später siedelte die Gesellschaft nach Wiesbaden um. Nach dem Zweiten Weltkrieg hatte eine Tochtergesellschaft der UFA, die Aktiengesellschaft für Filmfabrikation AFIFA dort ihre Produktionsstätte. In den Filmstudios wurde eine Vielzahl von deutschen Nachkriegsfilmen produziert. Im Jahr 1959 kaufte der Unternehmer Karl Schulz das Gelände in Wiesbaden der UFA ab. Mitgesellschafter wurde zur Hälfte der Hessische Rundfunk.
Am 1. April 1964 zog das ZDF von seinem provisorischen Sitz in Eschborn auf das Gelände in Wiesbaden um. Hier waren die Sendeleitung, Aktueller Dienst und Technik untergebracht, auf einem angrenzenden Grundstück Schneideräume, Kopierwerk, Fotolabor und Chefredaktion. Nach dem Wegzug des ZDF auf den Mainzer Lerchenberg wurde unter anderem für Privatsender wie Sat.1, RTL sowie die ARD-Tochter Degeto Film auf dem Mediengelände produziert.
Im Jahr 1998 wurde die Filmproduktion aufgrund hoher Belastungen und Krisen auf den Medienmärkten in die Taunusfilm Produktionsgesellschaft ausgelagert. Miteigentümer waren bis dahin der Hessische Rundfunk mit seiner Werbetochter HR Werbung, CineMedia Film sowie die Landesbank Hessen-Thüringen. Seit diesem Zeitpunkt war die Taunusfilm als Holding in ihrem operativen Geschäft ausschließlich als Immobiliengesellschaft tätig, die Taunusfilm Produktionsgesellschaft meldete 2002 Insolvenz an. Die verbliebene ABC & Taunusfilm Kopierwerk meldete im Jahr 2012 die Insolvenz an.
Heute studieren in dem im Jahr 2007 umgebauten ehemaligen Studio 1 des ZDF angehende Medieninformatiker und Medientechniker der Hochschule RheinMain. Unter der Adresse Unter den Eichen 5 haben weiterhin diverse Medienunternehmen ihren Sitz.